# Kristijan Jakić
Kristijan Jakić (Split, 14 de mayo de 1997) es un futbolista croata que juega en la demarcación de centrocampista para el F. C. Augsburgo de la Bundesliga.

## Selección nacional
Tras jugar con la selección de fútbol sub-19 de Croacia y la sub-20, finalmente debutó con la selección absoluta el 8 de octubre de 2021. Lo hizo en un partido de clasificación para la Copa Mundial de Fútbol de 2022 contra Chipre que finalizó con un resultado de 0-3 a favor del combinado croata tras los goles de Ivan Perišić, Joško Gvardiol y Marko Livaja.

### Participaciones en Copas del Mundo
| Mundial      | Sede  | Resultado     | Partidos | Goles |
| ------------ | ----- | ------------- | -------- | ----- |
| Mundial 2022 | Catar | Tercer puesto | 1        | 0     |

## Estadísticas

### Clubes
Actualizado al último partido disputado el 2 de noviembre de 2024.
| Club                             | Div.          | Temporada     | Liga  | Liga  | Copas nacionales | Copas nacionales | Copas internacionales | Copas internacionales | Total | Total |
| Club                             | Div.          | Temporada     | Part. | Goles | Part.            | Goles            | Part.                 | Goles                 | Part. | Goles |
| -------------------------------- | ------------- | ------------- | ----- | ----- | ---------------- | ---------------- | --------------------- | --------------------- | ----- | ----- |
| R. N. K. Split · Croacia         | 1.ª           | 2015-16       | 7     | 0     | 0                | 0                | ―                     | ―                     | 7     | 0     |
| R. N. K. Split · Croacia         | 1.ª           | 2016-17       | 24    | 0     | 3                | 0                | ―                     | ―                     | 27    | 0     |
| R. N. K. Split · Croacia         | Total club    | Total club    | 31    | 0     | 3                | 0                | 0                     | 0                     | 34    | 0     |
| N. K. Lokomotiva · Croacia       | 1.ª           | 2017-18       | 2     | 0     | 1                | 0                | ―                     | ―                     | 3     | 0     |
| N. K. Istra 1961 · Croacia       | 1.ª           | 2017-18       | 15    | 0     | 0                | 0                | ―                     | ―                     | 15    | 0     |
| N. K. Istra 1961 · Croacia       | Total club    | Total club    | 15    | 0     | 0                | 0                | 0                     | 0                     | 15    | 0     |
| N. K. Lokomotiva · Croacia       | 1.ª           | 2018-19       | 25    | 1     | 2                | 0                | ―                     | ―                     | 27    | 1     |
| N. K. Lokomotiva · Croacia       | 1.ª           | 2019-20       | 27    | 4     | 2                | 0                | ―                     | ―                     | 29    | 4     |
| N. K. Lokomotiva · Croacia       | Total club    | Total club    | 54    | 5     | 5                | 0                | 0                     | 0                     | 59    | 5     |
| G. N. K. Dinamo Zagreb · Croacia | 1.ª           | 2020-21       | 29    | 1     | 3                | 1                | 14                    | 0                     | 46    | 2     |
| G. N. K. Dinamo Zagreb · Croacia | 1.ª           | 2021-22       | 5     | 1     | 0                | 0                | 7                     | 1                     | 12    | 2     |
| G. N. K. Dinamo Zagreb · Croacia | Total club    | Total club    | 34    | 2     | 3                | 1                | 21                    | 1                     | 58    | 4     |
| Eintracht Fráncfort · Alemania   | 1.ª           | 2021-22       | 26    | 1     | 0                | 0                | 12                    | 0                     | 38    | 1     |
| Eintracht Fráncfort · Alemania   | 1.ª           | 2022-23       | 24    | 1     | 4                | 0                | 8                     | 0                     | 36    | 1     |
| Eintracht Fráncfort · Alemania   | 1.ª           | 2023-24       | 4     | 0     | 0                | 0                | 4                     | 0                     | 8     | 0     |
| Eintracht Fráncfort · Alemania   | Total club    | Total club    | 54    | 2     | 4                | 0                | 24                    | 0                     | 82    | 2     |
| F. C. Augsburgo · Alemania       | 1.ª           | 2023-24       | 14    | 2     | ―                | ―                | ―                     | ―                     | 14    | 2     |
| F. C. Augsburgo · Alemania       | 1.ª           | 2024-25       | 8     | 0     | 2                | 0                | ―                     | ―                     | 10    | 0     |
| F. C. Augsburgo · Alemania       | Total club    | Total club    | 22    | 2     | 2                | 0                | 0                     | 0                     | 24    | 2     |
| Total carrera                    | Total carrera | Total carrera | 210   | 11    | 17               | 1                | 45                    | 1                     | 272   | 13    |

## Palmarés

### Campeonatos nacionales
| Título                  | Club                   | País    | Año  |
| ----------------------- | ---------------------- | ------- | ---- |
| Primera Liga de Croacia | G. N. K. Dinamo Zagreb | Croacia | 2021 |
| Copa de Croacia         | G. N. K. Dinamo Zagreb | Croacia | 2021 |

### Campeonatos internacionales
| Título                 | Club                | Sede    | Año  |
| ---------------------- | ------------------- | ------- | ---- |
| Liga Europa de la UEFA | Eintracht Fráncfort | Sevilla | 2022 |